# Pilier d'Allahabad
Le pilier d'Allahabad est un Stambha, contenant l'un des édits des piliers d'Ashoka, supposément érigé par Ashoka, empereur de la dynastie Maurya qui régna au IIIe siècle av. J.-C. Il pourrait aussi avoir des origines antérieures.
Bien qu'il soit l'un des rares piliers existants qui portent des édits d'Ashoka, il est particulièrement remarquable pour ses inscriptions postérieures attribuées à l'empereur Gupta Samudragupta (IVe siècle apr. J.-C.) . Sont également gravées sur la pierre des inscriptions de l'empereur moghol Jahangir, du XVIIe siècle.
Selon certains érudits, le pilier fut déplacé de son emplacement d'origine et installé dans le fort d'Allahabad, dans l'Uttar Pradesh par l'empereur Akbar lui-même, mais cette théorie est contestée par d'autres qui soulignent l'absence de toute preuve confirmant que le pilier a été déplacé, et des inscriptions pré-mogholes qui indiquent qu'il était déjà présent à son emplacement actuel. Comme le fort est maintenant occupé par l'armée indienne, le public n'a qu'un accès limité aux locaux et une autorisation spéciale est requise pour voir le pilier,.

## Histoire

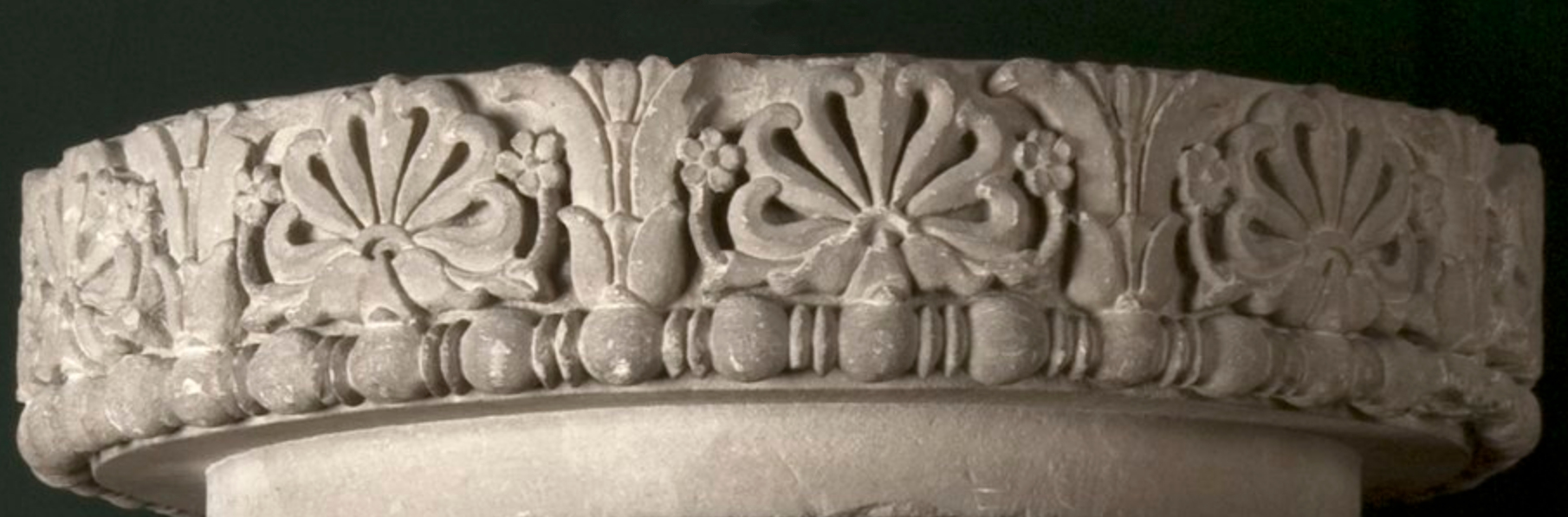
Frise du chapiteau perdu du pilier d'Allahabad, avec des lotus encadrant une «palmette de flammes» entourée de petites fleurs en rosaces.

Le pilier d'Allahabad est constitué d'un seul bloc de grès poli de 10,7 m. Il a un diamètre inférieur (bas de colonne) de 90 cm et un diamètre supérieur de 70 cm. Le chapiteau traditionnel en forme de cloche lotiforme – vu sur les autres piliers d'Ashoka – est perdu, tout comme la statue qui le surmontait.
En revanche, l'abaque, orné d'un «gracieux rouleau de lotus et de chèvrefeuille alternés» sur lequel la statue devait reposer, a été retrouvé à proximité. Cunningham pensait que le chapiteau devait être monté par un seul lion. L'abaque est presque identique à celui trouvé sur le pilier à Sankissa suggérant des dates d'érection proches.

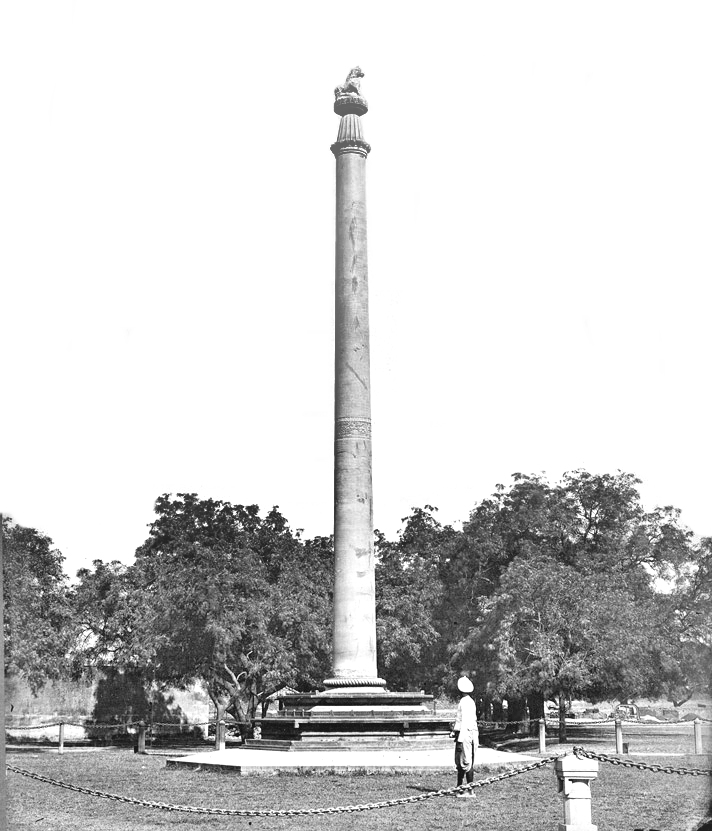
L'antique pilier d'Ashoka à Allahabad surmonté d'un chapiteau et d'une sculpture de lion de l'époque coloniale (photographié v.1870). Le chapiteau au lion a peut-être été conçu par le capitaine Edward Smith en 1838.

### Origine du pilier
Selon la théorie proposée par les archéologues au XIXe siècle, et soutenue par des érudits indiens comme Upinder Singh, le pilier d'Allahabad pourrait être originaire de Kaushambi.
Les inscriptions d'Ashoka suggèrent que le pilier aurait été érigé pour la première fois à Kaushambi, une antique cité à environ 50 kilomètres à l'ouest de son emplacement actuel qui était alors la capitale du royaume de Vatsa. Il aurait été déplacé à Allahabad bien plus tard lorsque la région passa sous domination musulmane. La présence d'un autre pilier, cassé, à Kaushambi près des ruines du monastère de Ghoshitarama  laisse supposer que le pilier d'Allahabad aurait pu faire partie d'une paire, un peu comme ceux découverts à Rampurva.

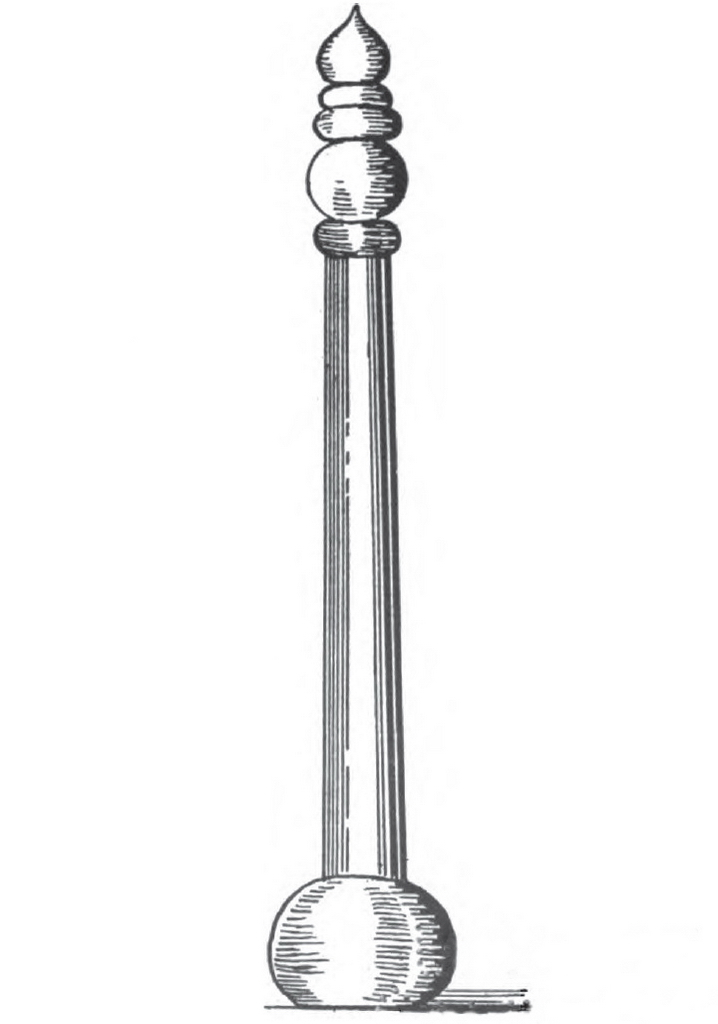
Le pilier d'Allahabad, vu par Joseph Tiefenthaler au XVIIIe siècle

Le pilier a été démonté et remonté plusieurs fois depuis le XIIIe siècle:968. Il fut reconstruit à l'époque de Jahangir en 1605, couronné par un globe surmonté d'un cône, et dessiné par le missionnaire jésuite, Joseph Tiefenthaler, au milieu du XVIIIe siècle. Le général Kyd abattit le pilier en 1798. En 1838, le capitaine Edward Smith « des Royal Engineers » réinstalla le pilier, cette fois avec un nouveau chapiteau « au lion », de sa propre conception.
Cunningham critiqua cette restauration comme «un signal d'échec», estimant que la statue était «petite et rabougrie». Il fit la remarque suivante:

### Implantation du pilier d'Ashoka
Une théorie alternative proposée par Krishnaswamy et Ghosh en 1935 déclare que le pilier d'Allahabad n'a jamais été déplacé. Ils réfutent la théorie selon laquelle les sultans musulmans, ou quiconque de l'empire moghol, les rois hindous avant l'arrivée de l'Islam, ou tout particulier, aient pu déplacer le pilier de Kaushambi à son emplacement actuel. Leurs arguments sont basés sur les dates des nombreuses inscriptions sur le pilier, le manque de preuves textuelles dans les écrits historiques, ou l'absence de motif pour quiconque de déplacer le pilier de Kaushambi à Allahabad puisqu'il n'y a aucune preuve que ces lieux furent des cités importantes. En raison de la taille et du poids du pilier ainsi que des énormes ressources nécessaires à son déplacement, ils écartent également la possibilité qu'un particulier puisse l'avoir déplacé.
Ashoka pourrait avoir installé le pilier à Prayag car le confluent des fleuves Gange et Yamuna était déjà un lieu de pèlerinage majeur à son époque, donc un lieu qui donnait plus d'accès et de visibilité à ses édits. Selon Krishnaswamy et Ghosh, l'inscription d'Ashoka ne serait qu'une copie de l'inscription de Kaushambi. Les dégradations de sa surface et l'ajout de nombreuses nouvelles inscriptions auraient été faits alors que le pilier se trouvait à Allahabad.

### Le pilier au taureau de Prayāga (pré-ashokien)
Une troisième théorie est proposée par John Irwin en 1979; il s'accorde avec Krishnaswamy et Ghosh sur le fait que le pilier d'Allahabad ne fut jamais déplacé et qu'il s'est toujours trouvé au confluent des fleuves Gange et Yamuna. Il écrit également que l'origine du pilier étaient sans aucun doute « pré-Ashokienne » sur la base des preuves du site historique, d'inscriptions diverses ainsi que de preuves textuelles,. Selon Irwin, une analyse d'inscriptions et de graffitis anciens, observés sur le pilier pour la première fois par Cunningham, puis par Krishnaswamy et Ghosh, révèle que ceux-ci indiquent des années et mois, et que les mois  «s'avèrent toujours être Magha, ce qui confère également son nom au Magha Mela», le bain rituel des Hindous lors d'un pèlerinage annuel.
Irwin déclare que les études archéologiques et géologiques effectuées depuis les années 1950 révèlent que les fleuves - en particulier le Gange - ont changé de lit au fil du temps. L'ancien lit du Gange datant du VIIIe siècle av. J.-C.. Cet ancien cours fluvial plaçait le pilier plus directement sur ses rives ou sa confluence. Plus loin, à l'est du pilier se trouvent les vestiges d'un ancien puits massif (samudra-kup dans les premiers textes sanskrits), en direction des vestiges de Pratisthan (aujourd'hui Jhusi). Le temple de Vasuki et Alarkapuri, que les pèlerins visitent après le bain rituel dans le cadre de leur parikrama traditionnel (circumambulation, circuit de marche de Magha Mela), sont également anciens et conformes aux premiers textes sanskrits,. Selon Irwin, le pilier lui-même est pré-bouddhique, auquel Ashoka a ajouté l'inscription en écriture Brahmi pour annoncer ses édits aux masses de pèlerins et aux monastères bouddhistes qui s'y trouvent. Il ajoute: «nous savons aussi avec certitude que son emblème d'origine était - non pas un lion, comme on le supposait auparavant - mais le taureau de la religion pré-bouddhique et brahmanique»,.
Selon Karel Werner - un indologue connu pour ses études sur la religion, en particulier le bouddhisme, le travail d'Irwin «montre de manière irréfutable que le pilier ne provenait pas de Kaushambi», mais se trouvait à Prayaga depuis l'époque pré-bouddhique en tant que centre d'un culte très ancien et qu'en fait, il était attribué à tort à Ashoka.

## Les inscriptions
Lorsque James Prinsep de l'Asiatic Society découvrit le pilier brisé à l'intérieur du fort d'Allahabad v.1834, ses inscriptions étaient érodées par la pluie et le soleil. Il remarqua:
Il y a trois séries d'inscriptions sur la colonne des trois empereurs, Ashoka Maurya, Samudragupta et Jahangir. Ils sont accompagnés de quelques inscriptions mineures de pèlerins et d'autres, interprétés comme des graffitis modernes par Alexander Cunningham. Certaines d'entre elles sont cependant liés à des styles d'écritures, permettant de dater les périodes pendant lesquelles le pilier était érigé et quand il tomba au sol.

### Inscriptions d'Ashoka

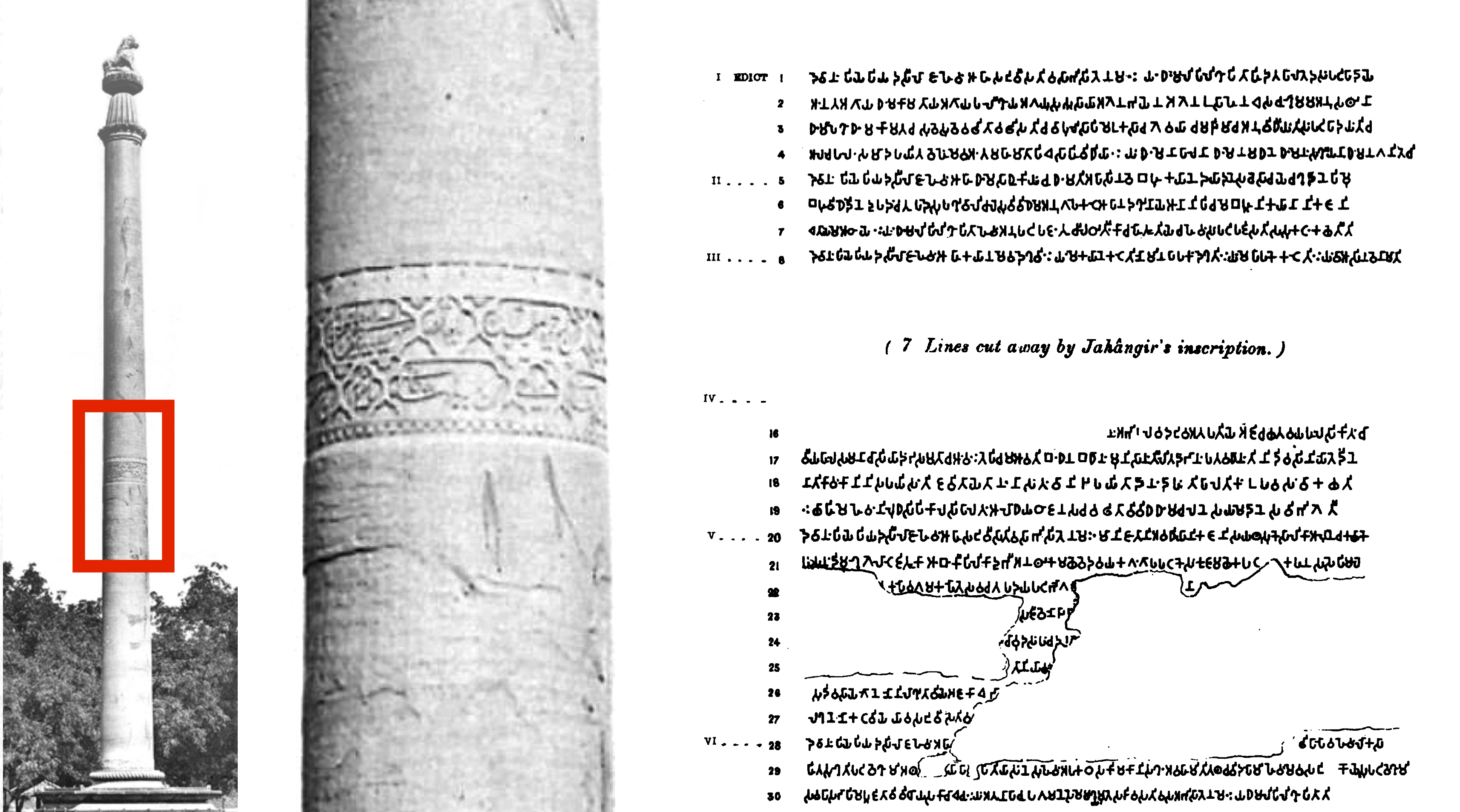
Principaux édits d'Ashoka (1 à 6) sur le pilier d'Allahabad

Les inscriptions d'Ashoka sur le pilier d'Allahabad (ainsi que d'autres inscriptions ailleurs) ont joué un rôle central dans le déchiffrement de l'écriture Brahmi par James Prinsep de la Société asiatique. Elles conduisirent à la redécouverte de l'empereur Maurya et à la découverte de l'étendue de son empire,,.
L'inscription est gravée en lignes continues autour de la colonne de Brahmi et contient les mêmes six édits que l'on peut voir sur les autres piliers. Les inscriptions de la période d'Ashoka sont « de taille uniforme, nettes et profondément gravées », comme l'observe Cunningham.

#### Principaux édits des piliers 1 à 6
Le pilier contient les principaux édits du pilier d'Ashoka, de 1 à 6. Les premier et deuxième édits ont survécu dans leur intégralité. Cependant, une grande partie des troisième et quatrième édits ont été «impitoyablement détruits par la découpe de l'inscription laudative de Jahangir, enregistrant les noms de ses ancêtres». Seules deux lignes du cinquième édit ont survécu, les autres furent perdues par décollement superficiel. Le sixième est presque complet, avec une perte d'environ une demi-ligne.
Ces modifications sont les mêmes que celles trouvées sur les autres piliers d'Ashoka. Outre les six édits, le pilier d'Allahabad comprend également ce que l'on appelle l'édit du schisme, l'édit de la reine et l'inscription Birbal Magha Mela.

#### Édit du schisme

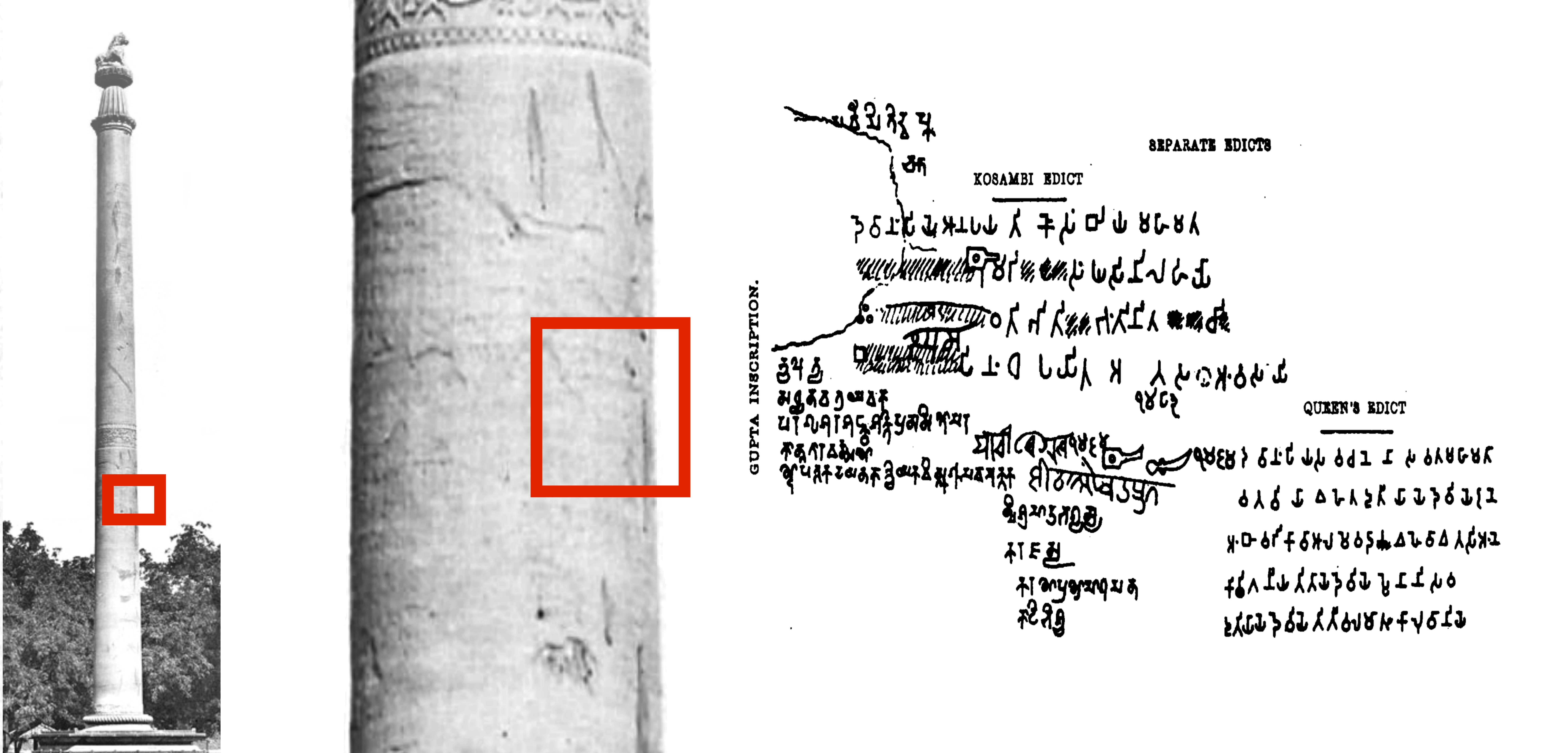
« Édit du schisme » et « édit de la reine ».

L'édit du schisme, appelé édit de Kaushambi par Cunningham, est un édit de l'empereur s'adressant aux hauts fonctionnaires (Mahamatras) de Kaushambi les exhortant à éviter les dissensions et à rester unis. Ce qui suit est une fusion de diverses versions fragmentées de l'édit :

#### Édit de la reine

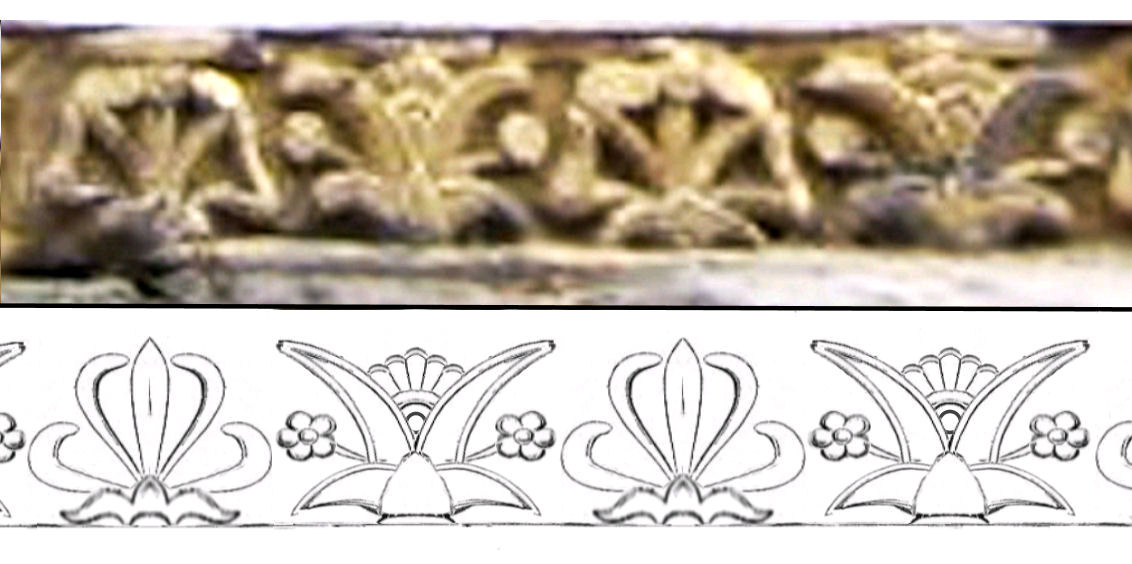
Des frises décoratives similaires peuvent être vues sur le trône de diamant de Bodh Gaya, également construit par Ashoka.

L'édit de la reine fait référence aux actes de bienfaisance de la reine d'Ashoka, Karuvaki, mère du prince Tivala.

### Inscription Samudragupta
Une inscription ultérieure, également connue sous le nom de Prayag Prashasti, est attribuée à l'empereur Gupta Samudragupta du IVe siècle de notre ère et suit immédiatement les édits d'Ashoka. Elle est considérée comme «le document historique le plus important de l'âge classique Gupta». Écrit en excellent sanskrit, dans l'écriture gupta la plus raffinée (une version ultérieure du brahmi) par le poète et ministre Harishena. L'inscription est un panégyrique faisant l'éloge de Samudragupta et énumère les réalisations politiques et militaires de son règne, y compris ses expéditions vers le sud,. Il fournit un instantané unique de l'empire Gupta et de ses voisins et est la source d'une grande partie de ce que l'on sait du paysage géopolitique de cette époque,.
Ce qui suit est tiré de la traduction de l'inscription par D.R. Bhandarkar,,:

« Inscription de SamudraguptaL'inscription de Samudragupta relative aux édits d'Ashoka.Inscription du pilier d'Allahabad de Samudragupta. Elle fait presque entièrement le tour du pilier et est écrite autour des « édits mineurs » d'Ashoka.

- (Verset 3) ... qui, levant les obstacles à la grâce de la bonne poésie par l'injonction même (ājñā) de l'excellence (poétique) (guṇa) regroupée (guṇita) par les experts, jouit, dans le monde lettré, d'une manière attrayante, de la souveraineté, en conséquence de la renommée pour la poésie copieuse et lucide.
- (Verset 4) (En s'exclamant) «Viens, ô digne», et en l'embrassant, les cheveux hérissés, il exprima ses sentiments. Son père, le voyant de l'œil, fut saisi d'affection, chargé de larmes (de joie), (mais) discernant le véritable état (des choses), lui dit : «Protège (toi) ainsi la terre entière», tandis qu'il était regardé avec des visages tristes par d'autres personnes de même naissance, (mais) tandis que les courtisans respiraient joyeusement.
- (Verset 5) À la vue de ses nombreuses actions surhumaines, certains ont ressenti un frisson d'émerveillement et ont été horripilés, d'autres se sont délectés avec un sentiment [...], d'autres encore, affligés par ses prouesses, ont cherché sa protection après s'être prosternés ; [...]
- (Verset 6) (Dont les ennemis), dont l'offense était toujours grande, étant conquis par son bras dans les batailles [...] jour après jour [...] orgueil [...] (développer) le repentir avec leurs esprits remplis de délices et se développant avec beaucoup et évident plaisir et affection.
- (Verset 7) Par qui, avec l'impétuosité de la prouesse de (son) bras, qui s'est développé jusqu'à déborder, ayant singulièrement et en un instant déraciné Achyuta et Nāgāsēna et [Gaṇapati] réunis dans une bataille (contre lui) par la suite, faisant, en effet, que le rejeton de la famille Kōta soit capturé par (ses) forces, (tout en) se divertissant à (la ville) nommée Pushpa, alors que le soleil [...] les rives [...]
- (Verset 8) (Étant) la structure enveloppante du Dharma (Loi sacrée), (sa) renommée multiforme est aussi brillante que les rayons de la lune ; (son) érudition perce jusqu'à la Vérité [...] la quiétude [...], le cours de (ses) sages paroles est digne d'être étudié ; (son) encore est une poésie qui surpasse la grandeur du génie des (autres) poètes. Quelle excellence n'est pas la sienne ? C'est donc lui seul qui est devenu un sujet de contemplation digne des savants ?
- (Lignes 17–18) De celui (qui) était habile à s'engager dans des centaines de batailles de diverses natures, dont le seul allié était la vaillance (parākrama) par la force de son propre bras, et qui (a donc) l'épithète Parākrama, dont le corps était des plus charmants, étant couvert de la beauté abondante des marques de centaines de cicatrices, causées par des haches de combat, des flèches, des pointes (śaṅku), des lances (śakti), des fléchettes barbelées (prāsa), des épées, des massues en fer (tōmara), des javelots à lancer (bhindipāla), des flèches barbelées (nārācha), des flèches longues (vaitastika) et de nombreuses autres armes.
- (Lignes 19–20) Dont la magnanimité mêlée à la vaillance fut causée par (sa) première capture, puis par la faveur de libérer, tous les rois de Dakshiṇāpatha tels que Mahēndra de Kōsala, Vyāghrarāja de Mahākāntāra, Maṇṭarāja de Kurāḷa, Mahēndragiri de Pishṭapura, Svāmidatta de Kōṭṭūra, Damana de Ēraṇḍapalla, Vishṇugōpa de Kāñchī, Nīlarāja d'Avamukta, Hastivarman de Vēṅgī, Ugrasēna de Pālakka, Kubēra de Dēvarāshṭra, et Dhanañjaya de Kusthalapura:145.
- (Ligne 21) (Qui) est grand par une vaillance extraordinaire, à savoir l'extermination par la force de nombreux rois de Āryāvarta tels que Rudradēva, Matila, Nāgadatta, Chandravarman, Gaṇapatināga, Nāgasēna, Āchyuta-Nandin et Balavarman ; qui a fait de tous les rois des régions forestières ses serviteurs.
- (Lignes 22–23) (Dont) le règne redoutable était propitié par le paiement de tous les tributs, l'exécution des ordres et les visites (à sa cour) pour l'obédience par des souverains frontaliers tels que ceux de Samataṭa, Ḍavāka, Kāmarūpa, Nēpāla, et Kartṛipura, et, par les Mālavas, Ārjunāyanas, Yaudhēyas, Mādrakas, Ābhīras, Prārjunas, Sanakānīkas, Kākas, Kharaparikas et autres (tribus):142.
- (Ligne 23) (Dont) la renommée s'est fatiguée d'un voyage dans le monde entier causé par la restauration de nombreux royaumes déchus et de familles royales renversées.

- (Lignes 23–24) Le flux sans entrave (prasara) de la prouesse de (dont) le bras (a été arrêté) par une digue de terre (dharaṇi-bandha) mise en place au moyen du service par des mesures telles que l'abandon de soi, l'offre de (leurs propres) filles en mariage et une demande d'administration de leurs propres districts et provinces par l'insigne Garuḍa, par l'Dēvaputra-Shāhi-Shāhānushāhi et les seigneurs Śaka et par (les souverains) l'occupation de tous les pays insulaires, comme Siṁhala.:149 et autres.
- (Lignes 24–26) Il n'avait pas d'antagoniste sur terre ; par le débordement de la multitude de (ses) nombreuses bonnes qualités ornées de centaines de bonnes actions, il a effacé la renommée d'autres rois avec la plante de (ses) pieds ; (il est) Purusha (Être suprême), étant la cause de la prospérité des bons et de la destruction des mauvais (il est) incompréhensible ; (il est) celui dont le cœur tendre ne peut être capturé que par la dévotion et l'humilité ; (il est) possédé par la compassion ; (il est) le donateur de plusieurs centaines de milliers de vaches ; (son) esprit a reçu l'initiation cérémoniale pour l'élévation des misérables, des pauvres, des désespérés et des souffrants ; (il est) resplendissant et incarne la bonté envers l'humanité ; (il est) égal aux (dieux) Kubera, Varuṇa, Indra et Yama ; (ses) officiers Āyukta sont toujours occupés à restituer des richesses (titres, territoires, etc.) aux nombreux rois conquis. ) aux nombreux rois conquis par la puissance de ses armes.
- (Lignes 27–28) (Il) a fait honte à Bṛihaspati par (son) intelligence aiguisée et polie, tout comme Tumburu, Nārada et d'autres par les grâces de ses performances musicales ; (son) titre de «Roi des poètes» a été établi par (ses) nombreuses compositions en poésie qui étaient un moyen de subsistance pour les gens instruits ; (ses) nombreuses actions merveilleuses et nobles sont dignes d'être louées pendant très longtemps ; (il est) un être humain, seulement dans la mesure où il accomplit les rites et les conventions du monde, (sinon il est) Dieu dont la résidence est (ce) monde.

- (Lignes 28–30) Cette haute colonne, (est) le bras levé de la terre, proclamant pour ainsi dire, que la renommée ayant pénétré toute la surface du monde avec (sa) montée causée par la conquête de la terre entière, a acquis un mouvement facile et gracieux en se répartissant d'ici (i.e. de ce monde) à la demeure de (Indra) le seigneur des dieux - (la renommée) de ce prospère Samudragupta le Mahārjādhirāja. de ce monde) à la demeure de (Indra) le seigneur des dieux - (la renommée) de ce prospère Samudragupta le Mahārājādhirāja, fils du prospère Chandragupta (I), le Mahārājādhirāja, né du Mahādēvī Kumāradēvī, (et) fils de la fille du Lichchhavi, fils du fils du prospère Ghaṭōtkacha, le Mahārāja et fils du fils du fils du prospère Gupta, le Mahārāja. Dont...
- (Verset 9) ... la renommée, s'élevant toujours plus haut et empruntant de nombreux chemins, (à savoir) par la libéralité, la prouesse du bras, la sobriété et la prononciation des textes scripturaires, purifie les trois mondes, comme l'eau blanche du (fleuve sacré) Gaṅgā, s'élançant rapidement lorsqu'elle est libérée de l'enfermement dans le creux intérieur de la chevelure emmêlée de Paśupati, (qui s'élève en masses de plus en plus hautes et s'écoule par de nombreux chemins).
- (Lignes 31–32) Et puisse cette composition poétique (kāvya) de Harishēṇa, le serviteur de ce même vénérable Bhaṭṭāraka, dont l'esprit a été éclairé par la faveur d'habiter près de (lui), qui est le Sāndhivigrahika, le Kumārāmātya (et) le Mahādaṇḍanāyaka, (et qui est) un natif de Khādyaṭapāka, et fils du Mahādaṇḍanāyaka Dhruvabhūti, conduis au bien-être et au bonheur de tous les êtres !
- (Lignes 33) ... et (il) a été exécuté par le Mahādaṇḍanāyaka Tilabhaṭṭaka qui médite sur les pieds du Paramabhaṭṭāraka. »

Des traductions antérieures, dont une par JF Fleet existent également.

### Inscription du Birbal Magh Mela
L'inscription du Birbal Magh Mela date de la seconde moitié du XVIe siècle.
Cette inscription est importante car elle confirme que Prayag était un centre de pèlerinage important - Tirth Raj - pour les hindous au XVIe siècle, et que le festival avait lieu au mois de Magha.
L'année Samvat 1632 équivaut à 1575 EC, tandis que Saka 1493 équivaut à 1571 EC. L'une de ces dates est une erreur de scribe, mais la décennie est exacte car Allahabad était sous le contrôle d'Akbar à l'époque à laquelle il y construit un fort majeur.
Des documents historiques confirment également que Birbal visitait souvent Akbar et Prayag.
Cunningham note que de nombreuses inscriptions plus petites ont été ajoutées sur le pilier au fil du temps. Bon nombre de ces inscriptions mentionnent une date entre 1319 EC et 1397 EC, et la plupart d'entre elles incluent le mois Magha. Selon Krishnaswamy et Ghosh, ces dates sont probablement liées au pèlerinage de Magh Mela à Prayag, comme le recommandent les anciens textes hindous.

### Inscription de Jahangir

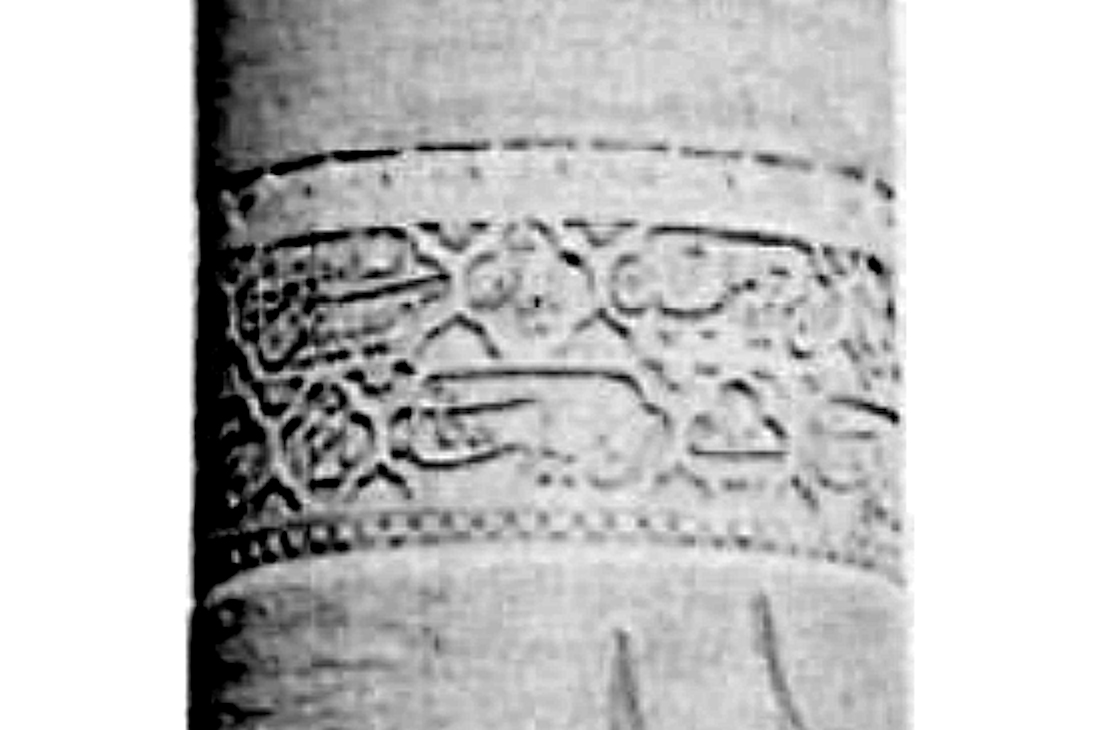
Inscription de l'empereur Jahangir sur le pilier Allahabad d'Ashoka.

Une inscription encore plus tardive en persan retrace l'ascendance de l'empereur moghol Jahangir. Elle fut gravée par Mir Abdullah Mushkin Qalam peu avant son accession au trône alors qu'il était encore Shah Salim.
D'après Cunningham, l'inscription de Jahangir recouvrit et «détruisit impitoyablement» la partie signifiante de l'ancienne inscription d'Ashoka.